# Melanie Molitor
Melanie Molitor, tschechisch Melanie Molitorová (* 23. Februar 1957 in Rožnov pod Radhoštěm), ist eine Schweizer Tennistrainerin.

## Karriere
Molitor spielte in der tschechoslowakischen Tennisliga für den Tennisverein der Stadt Přerov. Der Tennisverein von Karol Hingis VSŽ Košice hat sich mit tschechischen Tennisspielerinnen verstärkt, so kam Molitor aus Mähren in den Osten der Slowakei. Die beiden haben geheiratet und die Tochter Martina Hingis kam 1980 in Košice auf die Welt. Als die Tochter sechs Jahre alt war, trennte Molitor sich von ihrem Ehemann und zog zurück nach Mähren, später in die Schweiz. Molitor betreibt in Wollerau eine Tennisschule mit eigener Tennishalle. Sie war von 1995 bis 1998 Teamchefin der Schweizer Fed-Cup-Mannschaft. In den letzten Jahren ist Belinda Bencic ihre bekannteste Schülerin.

### Erfolge als Trainerin
- Martina Hingis: Nr. 1 der WTA-Rangliste und insgesamt fünf Grand-Slam-Siege (1997)
- Trainerin des Jahres in der Schweiz (1997)
- Mit Schweizer Fed-Cup-Mannschaft Erreichen des Finals gegen Spanien (1998)
- Belinda Bencic in der Top 15 der WTA-Rangliste (2015)